# Cristina Vee
 (octobre 2024).
Si vous disposez d'ouvrages ou d'articles de référence ou si vous connaissez des sites web de qualité traitant du thème abordé ici, merci de compléter l'article en donnant les références utiles à sa vérifiabilité et en les liant à la section « Notes et références ».
Cristina Danielle Valenzuela, connue sous le nom de Cristina Vee, née le 11 juillet 1987 à Los Angeles (États-Unis), est une actrice et directrice de doublage américaine.